# Ulfborg-Vemb

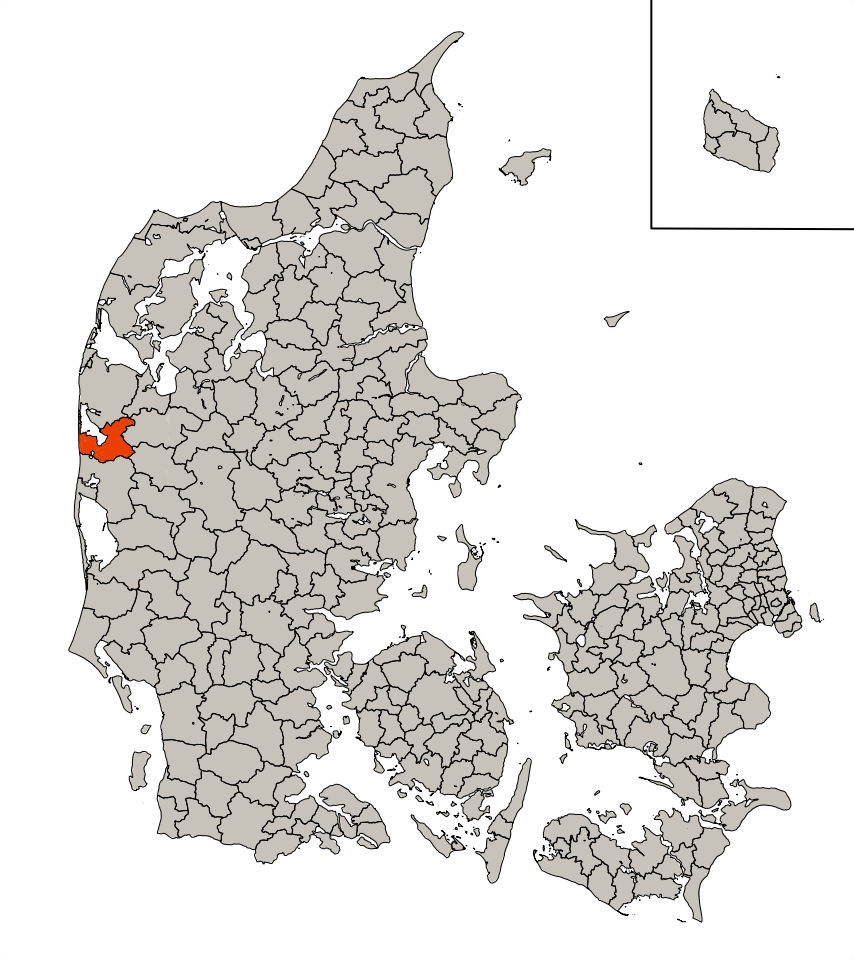
Localização de Ulfborg-Vemb na Dinamarca

Ulfborg-Vemb é um município da Dinamarca, localizado na região ocidental, no condado de Ringkobing.
O município tem uma área de 226 km² e uma  população de 6 959 habitantes, segundo o censo de 2005.